# Juliana Esteves
Juliana Esteves dos Santos (27 de janeiro de 1984), conhecida como Juka, é uma jogadora de rugby sevens e union brasileira.

## Carreira
Juliana integrou o elenco da Seleção Brasileira Feminina de Rúgbi de sete que ficou em 9.° lugar na Rio 2016.